# Michele Ivaldi
Michele Ivaldi (Génova, 11 de marzo de 1970) es un deportista italiano que compitió en vela en la clase 470. Sus hermanos Matteo y Francesco también compitieron en vela.
Ganó dos medallas de plata en el Campeonato Mundial de 470, en los años 1992 y 1995, y una medalla de oro en el Campeonato Europeo de 470 de 1994.

## Palmarés internacional
| \| Campeonato Mundial \| Campeonato Mundial \| Campeonato Mundial \| Campeonato Mundial \| \| Año \| Lugar \| Medalla \| Clase \| \| ------------------ \| ------------------ \| ------------------ \| ------------------ \| \| 1992 \| Rota (España) \| Medalla de plata \| 470 \| \| 1995 \| Toronto (Canadá) \| Medalla de plata \| 470 \| \| Campeonato Europeo \| \| \| \| \| Año \| Lugar \| Medalla \| Clase \| \| 1994 \| Röbel (Alemania) \| Medalla de oro \| 470 \| |                  |                  |       |
| Campeonato Mundial |                  |                  |       |
| Año | Lugar            | Medalla          | Clase |
| 1992 | Rota (España)    | Medalla de plata | 470   |
| 1995 | Toronto (Canadá) | Medalla de plata | 470   |
| Campeonato Europeo |                  |                  |       |
| Año | Lugar            | Medalla          | Clase |
| 1994 | Röbel (Alemania) | Medalla de oro   | 470   |